# Graafwielbagger

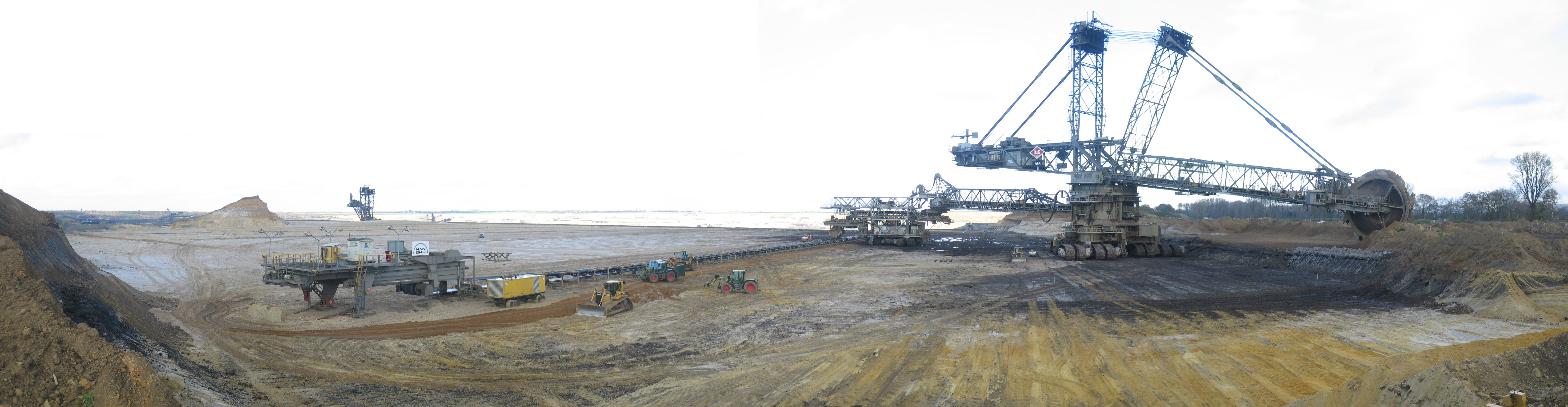
Graafwielbagger in dagbouw Inden. Deze graafmachine van circa 70m hoog is bezig de toplaag af te graven zodat de bruinkoollaag bereikbaar wordt. Via de lopende band (links) wordt de toplaag afgevoerd om in een al leeggegraven deel van de mijn gestort te worden.

Een graafwielbagger is een reusachtige graafmachine die gebruikt wordt in dagbouwmijnen.
Graafwielbaggers worden voornamelijk gebruikt in dagbouwmijnen om grote hoeveelheden bruinkool, zandsteen of teerzand af te graven. Deze machines bestaan uit een lange arm met daaraan een draaiend wiel met tanden dat de grond afgraaft. De grond wordt vervolgens via een lopende band afgevoerd om bewerkt te worden.
Vanwege de enorme grootte en kosten van graafwielbaggers, en omdat er een hele infrastructuur van lopende banden gebouwd moet worden, worden graafwielbaggers alleen in de allergrootste mijnen ingezet. In kleinere mijnen werkt men met onder andere draglines en shovels voor het graven en kiepwagens voor het transport.
Een graafwielbagger heeft overigens niets te maken met baggermolens, die onderwater werken.

## Bagger 288

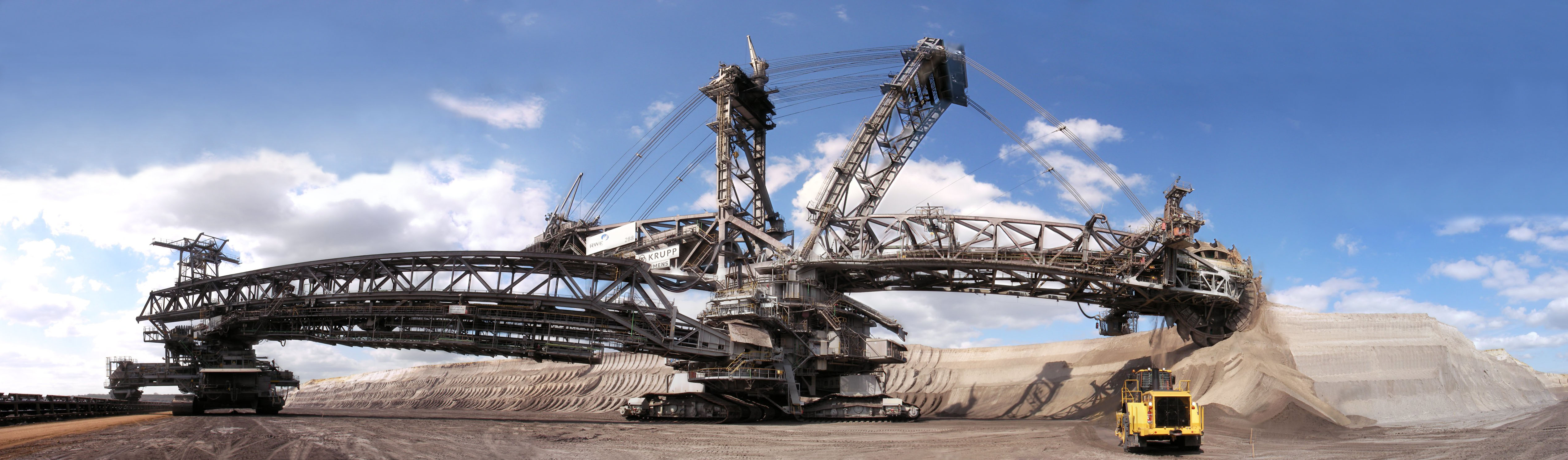
Graafwielbagger 288

De grootste graafwielbaggers ter wereld staan in de bruinkoolmijnen van RWE (voorheen Rheinbraun) in Duitsland. Ze hebben een maximale graafcapaciteit per etmaal van 240.000 ton bruinkool of m3 deklaag ('Abraum': grind, zand en klei). Een staat er in de dagbouwmijn Garzweiler, Bagger 288, en vijf andere in de dagbouwmijn Hambach (waaronder Bagger 289 en Bagger 293).
Bagger 288 (de oudste, bouw voltooid in 1978) is 240 meter lang en 96 meter hoog. Hij werkte tot 2001 in Hambach, maar is toen als reusachtig rupsvoertuig naar Garzweiler gereden, een afstand van 22 km door het landschap, dwars over enkele wegen, een spoorlijn en een rivier. Bagger 289 is vrijwel identiek aan 288, maar iets jonger. Bagger 293, de zwaarste van deze 240.000'ers, stond in het Guinness Book of Records (2001-2006) aangeprezen als het grootste (zwaarste) landvoertuig ter wereld.

## Trivia
- Een schaalmodel van Bagger 289 op schaal 1:87 (H0, modelspoor) is nog altijd meer dan een meter hoog en 3 meter lang.
- Om een graafwielbagger te verplaatsen, moet alles wijken. Snelwegen worden meestal volgestort met een meters dikke zandlaag om ze niet te beschadigen. De druk van de rupsband op een flexibele ondergrond is overigens niet hoger dan de wieldruk van een auto of vrachtwagen.